# Phaonia nititerga
Phaonia nititerga este o specie de muște din genul Phaonia, familia Muscidae, descrisă de Xue în anul 1988. Conform Catalogue of Life specia Phaonia nititerga nu are subspecii cunoscute.